# DY Персея
DY Персея (DY Persei, DY Per) — полуправильная пульсирующая переменная звезда в созвездии Персея. Она является прототипом звезд очень редкого класса — переменных типа DY Персея. Этот красный гигант показывает фотометрические особенности звёзд типа R Северной Короны, подобно им время от времени резко снижая свою яркость на несколько величин.
Спектральные исследования показывают, что DY Персея является уникальным звездным объектом. Это самая холодная и, возможно, самая бедная металлами из всех известных звезд типа R Северной Короны. Эффективная температура DY Персея находится в диапазоне 2900-3300 K. Значение её металличности находится в диапазоне −2≤{\displaystyle [\mathrm {Fe} /\mathrm {H} ]}≤−0.5, и это означает, что концентрация атомов железа к концентрации атомов водорода составляет от 1% до 30% солнечной. С другой стороны её спектр показывает присутствие большого количество углерода: 0.65≤{\displaystyle [\mathrm {C} /\mathrm {Fe} ]}≤1.35, т.е. от 4 до 22 раз больше, чем на Солнце. Спектральные исследования также показали наличие в атмосфере звезды молекул углерода — С2 и цианогруппы — CN.
Сами переменные типа DY Персея очень редки: на 2012 год открыто только шесть звёзд этого типа в Галактике. DY Персея является самой яркой переменной этого типа. Природа пульсаций и как следствие изменение яркости DY Персея очень сложна: наряду с 900-дневным циклом тридцатилетний фотометрический мониторинг показывает, что глубина регулярного снижения яркости модулируется во времени периодической функцией с длиной цикла порядка 13 лет.
В ноябре 2004 года DY Персея испытала более глубокое (18m,16) чем обычно (около 14m) падение яркости. Проведённые в то же время фотометрические исследования выявили, по крайней мере, два облака пыли, исторгнутые со звезды и удаляющиеся от неё со скоростями 197,3 и 143.0 км/с соответственно. Также это исследование показало наличие звезды наводящейся на небольшом угловом расстоянии от DY Персея: около 0,4" на запад и 2,5" к северу с наблюдаемыми показателями цвета B-V = 0,68 и V-R =~1.1. Авторы исследования сомневаются, что эта звезда является спутником DY Персея и предполагают, что звезда просто находится на переднем плане. Авторы другого исследования также подтверждают наличие звезды со светимостью 18m,16 (судя по фотометрическим исследованиям, карлика спектрального класса G0) на небольшом угловом расстоянии, но считают что он расположен гораздо ближе — 1.5 кпк и не связан с DY Персея гравитационно.